# Columbus Air Force Base

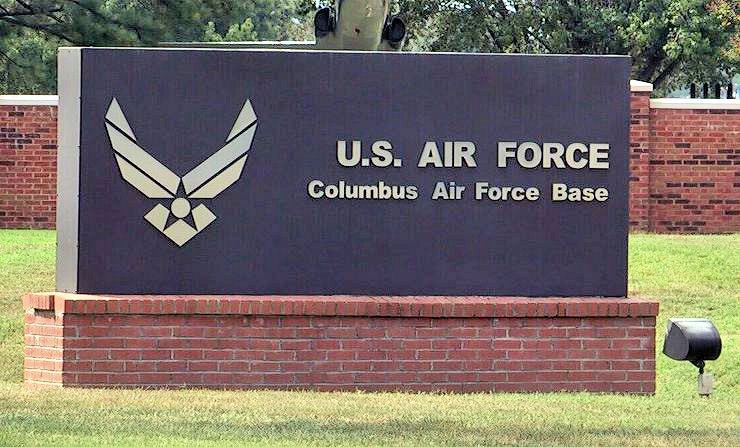
Columbus Air Force Base.

La Columbus Air Force Base est une base aérienne de l'United States Air Force (USAF) située à Columbus au Mississippi.